# Agrupación Deportiva Ceuta
Pour les articles homonymes, voir AD Ceuta.
Maillots
L'Agrupación Deportiva Ceuta ou AD Ceuta est un club de football espagnol créé en 1970 et disparu en 1991.

## Saison par saison
| Saison    | Division           | Place | Copa del Rey  |
| --------- | ------------------ | ----- | ------------- |
| 1970–1971 | Tercera División   | 6e    | 2e tour       |
| 1971–1972 | Tercera División   | 9e    | 2e tour       |
| 1972–1973 | Tercera División   | 12e   | 3e tour       |
| 1973–1974 | Tercera División   | 15e   | 3e tour       |
| 1974–1975 | Tercera División   | 8e    | 3e tour       |
| 1975–1976 | Tercera División   | 6e    | 1er tour      |
| 1976–1977 | Tercera División   | 2e    | 3e tour       |
| 1977–1978 | Segunda División B | 3e    | 2e tour       |
| 1978–1979 | Segunda División B | 3e    | 1/4 de finale |
| 1979–1980 | Segunda División B | 2e    | 3e tour       |
| 1980–1981 | Segunda División   | 20e   | 3e tour       |
| 1981–1982 | Segunda División B | 5e    | 3e tour       |
| 1982–1983 | Segunda División B | 9e    | 1er tour      |
| 1983–1984 | Segunda División B | 9e    | 1er tour      |
| 1984–1985 | Segunda División B | 10e   | 1er tour      |
| 1985–1986 | Segunda División B | 4e    | 2e tour       |
| 1986–1987 | Segunda División B | 19e   | 2e tour       |
| 1987–1988 | Segunda División B | 5e    | 1er tour      |
| 1988–1989 | Segunda División B | 2e    | 2e tour       |
| 1989–1990 | Segunda División B | 5e    | -             |
| 1990–1991 | Segunda División B | 7e    | 3e tour       |

- 1 saisons en Segunda División (D2)
- 20 saisons en Tercera División[1]puis Segunda División B (D3)